# Schweizer Badmintonmeisterschaft 1998
Die Schweizer Badmintonmeisterschaft 1998 fand vom 31. Januar bis zum 1. Februar 1998 in Basel statt. Es war die 44. Auflage der nationalen Titelkämpfe im Badminton in der Schweiz.

## Medaillengewinner
| Disziplin    | Gold                             | Silber                                   | Bronze                             |
| ------------ | -------------------------------- | ---------------------------------------- | ---------------------------------- |
| Herreneinzel | Thomas Wapp                      | Rémy Matthey de l’Etang                  | Morten Bundgaard                   |
| Herreneinzel | Thomas Wapp                      | Rémy Matthey de l’Etang                  | Stephan Schneider                  |
| Dameneinzel  | Santi Wibowo                     | Silvia Albrecht                          | Judith Baumeyer                    |
| Dameneinzel  | Santi Wibowo                     | Silvia Albrecht                          | Jasmin Pang                        |
| Herrendoppel | Thomas Wapp Stephan Wapp         | Morten Bundgaard Rémy Matthey de l’Etang | Markus Hegar Christian Nyffenegger |
| Herrendoppel | Thomas Wapp Stephan Wapp         | Morten Bundgaard Rémy Matthey de l’Etang | Philipp Kurz Pascal Bircher        |
| Damendoppel  | Judith Baumeyer Santi Wibowo     | Fabienne Baumeyer Silvia Albrecht        | Jennifer Bauer Corinne Jörg        |
| Damendoppel  | Judith Baumeyer Santi Wibowo     | Fabienne Baumeyer Silvia Albrecht        | Iria Bundgaard Diana Koleva        |
| Mixed        | Morten Bundgaard Silvia Albrecht | Rémy Matthey de l’Etang Santi Wibowo     | Stephan Dietrich Bettina Villars   |
| Mixed        | Morten Bundgaard Silvia Albrecht | Rémy Matthey de l’Etang Santi Wibowo     | Pascal Bircher Fabienne Baumeyer   |